# Bamiania
Bamiana é um género botânico pertencente à família Plumbaginaceae.